# Roamy Alonso
Roamy Raul Alonso Arce (Matanzas, 24 luglio 1997) è un pallavolista cubano, centrale del Galatasaray.

## Biografia
Era sentimentalmente legato alla pallavolista portoricana Pilar Victoriá, scomparsa prematuramente nell'agosto 2024 per cause naturali; per onorare la sua memoria, a partire dalla Volleyball Nations League 2025 indossa la maglia numero 21.

## Carriera

### Club
La carriera di Roamy Alonso inizia nei tornei amatoriali cubani, giocando per la formazione provinciale del Matanzas. Nella stagione 2019-20 firma il suo primo contratto professionistico, ricevendo il permesso per giocare all'estero, ingaggiato dalla Porto Robur Costa, nella Superlega italiana.
Nella stagione 2020-21 si trasferisce in Francia, allo Chaumont, in Ligue A: milita nel club transalpino per due annate, nel corso delle quali si aggiudica una Coppa di Francia e una Supercoppa francese, facendo quindi ritorno nell'annata 2022-23 nella massima divisione italiana, questa volta indossando la maglia della You Energy, con cui vince una Coppa Italia. 
Dopo un biennio con gli emiliani, nel campionato 2024-25 viene ingaggiato dalla Prisma Taranto, sempre in Superlega, mentre nel campionato seguente gioca nella Efeler Ligi turca, indossando la casacca del Galatasaray.

### Nazionale
Fa parte delle selezioni giovanili cubane e, giocando con la nazionale under 21, conquista la medaglia d'argento al campionato nordamericano 2016, dove viene premiato come miglior centrale, alla Coppa panamericana 2017 e al campionato mondiale 2017; con l'under 23, invece, si aggiudica l'argento alla Coppa panamericana 2016, il bronzo al campionato mondiale 2017 e l'oro alla Coppa panamericana 2018, dove viene premiato come MVP.
Nel 2016 debutta in nazionale maggiore in occasione delle qualificazioni nordamericane ai Giochi della XXXI Olimpiade. Nel 2018 vince la medaglia di bronzo alla Coppa panamericana, venendo inoltre premiato come miglior centrale, e nell'edizione seguente del medesimo torneo conquista la medaglia d'oro, bissando anche il riconoscimento individuale, seguito dall'argento alla Volleyball Challenger Cup e ai XVIII Giochi panamericani e altri due ori alla NORCECA Champions Cup e al campionato nordamericano, impreziositi da altri premi come miglior centrale. 
In seguito vince l'oro alla NORCECA Final Four 2022, premiato anche come miglior centrale, alla NORCECA Final Six 2022, dove viene insignito dei premi come miglior giocatore e miglior centrale, alla Volleyball Challenger Cup 2022 e alla Coppa panamericana 2022. Un anno dopo, invece, conquista il bronzo al campionato nordamericano.

## Palmarès

### Club
- Coppa di Francia: 1

2021-22
- Coppa Italia: 1

2022-23
- Supercoppa francese: 1

2021

### Nazionale (competizioni minori)
- Coppa panamericana under 23 2016
- Campionato nordamericano under 21 2016
- Coppa panamericana under 21 2017
- Campionato mondiale under 21 2017
- Campionato mondiale under 23 2017
- Coppa panamericana 2018
- Coppa panamericana under 23 2018
- Coppa panamericana 2019
- Volleyball Challenger Cup 2019
- Giochi panamericani 2019
- NORCECA Champions Cup 2019
- NORCECA Final Four 2022
- NORCECA Final Six 2022
- Volleyball Challenger Cup 2022
- Coppa panamericana 2022

### Premi individuali
- 2016 - Campionato nordamericano under 21: Miglior centrale
- 2018 - Coppa panamericana: Miglior centrale
- 2018 - Coppa panamericana under 23: MVP
- 2019 - Qualificazioni nordamericane alla Volleyball Challenger Cup: MVP
- 2019 - Qualificazioni nordamericane alla Volleyball Challenger Cup: Miglior centrale
- 2019 - Coppa panamericana: Miglior centrale
- 2019 - Giochi panamericani: Miglior centrale
- 2019 - Campionato nordamericano: Miglior centrale
- 2022 - NORCECA Final Four: Miglior centrale
- 2022 - NORCECA Final Six: MVP
- 2022 - NORCECA Final Six: Miglior centrale